# FK Inter Bratislava
FK Inter Bratislava is een Slowaakse voetbalclub uit de hoofdstad Bratislava.
De club werd op 1 juli 1940 opgericht en onderging al vele naamsveranderingen. De club werd 1 keer kampioen in Tsjecho-Slowakije en was daar ook een topteam. Na de onafhankelijkheid van Slowakije won de club 2 titels. In 2004 werd de huidige naam aangenomen. Door financiële problemen hield de club in 2009 op te bestaan, maar na één seizoen afwezigheid startte de club opnieuw in de vijfde klasse voor het seizoen 2010/11.

## Geschiedenis

### Tsjecho-Slowakije
De club werd in 1940 opgericht door het bedrijf Apollo en speelde aanvankelijk ook onder deze naam. In 1953 speelde de club voor het eerst in de hoogste klasse onder de naam CH Bratislava en werd meteen derde. Ook het volgende seizoen werd de derde plaats bereikt. Na enkele middenmootplaatsen en een nieuwe derde plaats in 1958 werd de club voor het eerst kampioen in 1959. De club mocht Europees spelen en werd in de achtste finale uitgeschakeld door de Glasgow Rangers. In 1962 fusioneerde de club en nam de naam Slovnaft Bratislava aan. Na drie vierde plaatsen op rij werd in 1965 de naam Inter Slovnaft Bratislava aangenomen. Inter speelde met wisselend succes in de hoogste klasse tot 1972 toen het voorlaatste werd. In 1969 werd nog de Mitropacup gewonnen. Het volgende seizoen werd de club kampioen en maakte een snelle rentree op het hoogste niveau. Na een rustig eerste seizoen werd Inter vicekampioen achter stadsrivaal Slovan in 1975 en mocht opnieuw Europees spelen. Nadat Inter   het Spaanse Zaragoza versloeg, en ook AEK Athene opzij zette, werden ze in de achtste finale uitgeschakeld door het Poolse Stal Mielec.
In 1977 werd Inter opnieuw vicekampioen, deze keer achter ASVS Dukla Praag. Na een vijftiende plaats speelde de club enkele jaren in de middenmoot tot een degradatie volgde in 1986. Ook nu kon de club na één seizoen terugkeren. In 1990 werd de derde plaats bereikt. De volgende drie seizoenen speelde Inter in de middenmoot.

### Slowakije
Na het seizoen 1992/93 viel het land Tsjecho-Slowakije uit elkaar en werd Slowakije onafhankelijk. Er kwam een nieuwe competitie met twaalf clubs en Inter werd meteen vicekampioen achter Slovan. De volgende jaren ging het minder goed en dan ging het weer bergop met enkele ereplaatsen en zelfs twee opeenvolgende landstitels in 2000 en 2001. Na een derde plaats in 2002 ging het steeds slechter met de club en in 2005 en 2006 werd degradatie net vermeden. In 2007 degradeerde de club na veertien jaar hoogste klasse in Slowakije uit de Corgoň Liga. Na twee seizoenen werd de club kampioen, maar verkocht dan haar licentie aan vierdeklasser FK Senica en werd daarna ontbonden. De club werd heropgericht in 2010 en startte opnieuw in de vijfde klasse.
Na twee opeenvolgende promoties slaagde de club er na twee seizoenen in te promoveren naar de derde klasse. Na een zesde en een tweede plaats werd de club in 2017 kampioen en promoveerde zo naar de tweede klasse. In het eerste seizoen werd de club achtste op zestien clubs. In 2019 degradeerde de club.

## Erelijst
| Internationaal                             |    |                                    |
| International Football Cup / Intertoto Cup | 2x | 1963, 1967                         |
| Mitropacup                                 | 1x | 1969                               |
| Nationaal                                  |    |                                    |
| Landskampioen Slowakije                    | 2x | 2000, 2001                         |
| Beker van Slowakije                        | 5x | 1984, 1988, 1990, 1995, 2000, 2001 |
| Slowaakse Supercup                         | 1x | 1995                               |
| Landskampioen Tsjecho-Slowakije            | 1x | 1959                               |

## Naamsveranderingen
- 1940 — Opgericht als SK Apollo Bratislava
- 1945 — TKNB Bratislava
- 1948 — Sokol SNB Bratislava
- 1952 — TJ Cervena hviezda Bratislava (Rode Ster)
- 1962 — Fusie met TJ Iskra Slovnaft Bratislava → TJ Slovnaft Bratislava
- 1965 — TJ Internacional Slovnaft Bratislava
- 1986 — Fusie met TJ ZTS Petrzalka → TJ Internacional Slovnaft ZTS Bratislava
- 1991 — ASK Inter Slovnaft Bratislava
- 2004 — FK Inter Bratislava

## Eindklasseringen
| Seizoen   | № | Clubs | Divisie     | Duels | Winst | Gelijk | Verlies | Doelsaldo | Punten |
| --------- | - | ----- | ----------- | ----- | ----- | ------ | ------- | --------- | ------ |
| 1993–1994 | 2 | 12    | Corgoň Liga | 32    | 18    | 4      | 10      | 65–45     | 40     |
| 1994–1995 | 3 | 12    | Corgoň Liga | 32    | 14    | 8      | 10      | 47–45     | 50     |
| 1995–1996 | 9 | 12    | Corgoň Liga | 32    | 11    | 7      | 14      | 42–45     | 40     |
| 1996–1997 | 4 | 16    | Corgoň Liga | 30    | 13    | 9      | 8       | 38–35     | 48     |
| 1997–1998 | 3 | 16    | Corgoň Liga | 30    | 18    | 6      | 6       | 55–25     | 60     |
| 1998–1999 | 2 | 16    | Corgoň Liga | 30    | 21    | 5      | 4       | 64–15     | 68     |
| 1999–2000 | 1 | 16    | Corgoň Liga | 30    | 21    | 7      | 2       | 65–16     | 70     |
| 2000–2001 | 1 | 10    | Corgoň Liga | 36    | 25    | 5      | 6       | 73–28     | 80     |
| 2001–2002 | 3 | 10    | Corgoň Liga | 36    | 16    | 8      | 12      | 53–39     | 56     |
| 2002–2003 | 6 | 10    | Corgoň Liga | 36    | 12    | 7      | 17      | 48–58     | 43     |
| 2003–2004 | 7 | 10    | Corgoň Liga | 36    | 12    | 9      | 15      | 38–44     | 45     |
| 2004–2005 | 9 | 10    | Corgoň Liga | 36    | 9     | 11     | 16      | 37–60     | 38     |
| 2005–2006 | 9 | 10    | Corgoň Liga | 36    | 7     | 9      | 20      | 27–62     | 30     |

## In Europa
FK Inter Bratislava speelt sinds 1959 in diverse Europese competities. Hieronder staan de competities en in welke seizoenen de club deelnam. De editie die Inter heeft gewonnen is dik gedrukt:
- Champions League (2x)

2000/01, 2001/02
- Europacup I (1x)

1959/60
- Europacup II (3x)

1984/85, 1988/89, 1995/96
- UEFA Cup (9x)

1975/76, 1977/78, 1983/84, 1990/91, 1994/95, 1998/99, 1999/00, 2000/01, 2001/02
- Mitropacup (5x)

1960, 1961, 1968, 1969, 1970

## Bekende (oud-)spelers
- Miroslav Chvíla
- Marián Čisovšký
- Juraj Czinege
- Miroslav Drobňák
- Peter Dzúrik
- Zdenko Kaprálik
- Roman Kratochvíl
- Ľubomír Luhový
- Ladislav Molnár
- Michal Pančík
- Attila Pinte
- Andrej Porázik
- Filip Šebo
- Kamil Susko
- Jozef Valachovič
- Vladimír Weiss